# Sangchujado
Sangchujado är en ö i Sydkorea.  Den ligger i provinsen Jeju, i den södra delen av landet, 400 km söder om huvudstaden Seoul. Arean är 1,3 kvadratkilometer. Det är en av de två huvudöarna i Chujaöarna och har broförbindelse med den andra huvudön, Hachujado.